# Alt del Griu
Alt del Griu – szczyt górski w Pirenejach Wschodnich. Administracyjnie położony jest w Andorze, w parafii Encamp. Wznosi się na wysokość 2874 m n.p.m.
Na południowy wschód od szczytu usytuowany jest Pic dels Pessons (2858 m n.p.m.), na południowy zachód Tossal Braibal (2641 m n.p.m.), na północ Tossal de la Llosada (2548 m n.p.m.), natomiast na wschodzie położony jest Pic Alt del Cubil (2833 m n.p.m.). 
Na szczyt Alt del Griu prowadzi pieszy szlak turystyczny o długości 6,2 km. Jego początek ma miejsce w mieście Encamp. Uważany jest za szlak trudny. Na szczycie znajduje się naturalny punkt widokowy z pełnym kątem widzenia 360°. Ze względów bezpieczeństwa zaleca się korzystanie ze szlaku między końcem czerwca a końcem września.